# Salamansa
Salamansa és una vila al nord de l'illa de São Vicente a l'arxipèlag de Cap Verd. Està situada 3 kilòmetres al nord-est de Mindelo i a la Baía da Salamansa, a la que el poble deu el seu nom. Està comunicada per una petita carretera d'1 km de longitud que connecta Mindelo amb Baía das Gatas, que està a la part més nord-occidental. La seva població en 2010 era de 1.179 habitants. La població era d'uns 500 habitants a finals del segle xx.

## Esports
Salamansa té un club de futbol de baix nivell infantil, i competeix en la lliga regional de São Vicente.

## En la cultura popular
Cais-do-Sodré té Salamansa és llibre de contes d'Orlanda Amarílis publicat en 1994 i que tracta d'alguns emigrants capverdians, el títol de la història és sobre la ciutat i la setena història acabada amb Antònia cantant una cançó criolla sobre la seva platja.
Salamansa va aparèixer en la cançó titulada sobre la vila cantada per Cesária Évora, va ser el cinquè senzill de l'àlbum Distino di Belita o Nova Sintra (1990).